# Jean Vincent Félix Lamouroux
Jean Vincent Félix Lamouroux (Agen, 3 de mayo de 1779 - Caen, 26 de marzo de 1825)  fue un biólogo naturalista francés.

## Biografía
Su padre, Claude Lamouroux (1740-1820), fue manufacturador y músico en Agen (y también fue alcalde de Agen entre 1791 a 1792) y funda con Lacepède, Jean-Girard Lacuée, futuro Conde de Cessac (1752-1841) y con Jean F. Boudon de Saint-Amans (1748-1831), la "Sociedad Académica de Agen". Jean-Vincent siguió los cursos de Botánica de Boudon de Saint-Amans en la Escuela central de Agen.
Jean Vincent Félix Lamouroux se interesó muy particularmente en los organismos marinos (algas, hidrozoarios...). En 1805, publica una Dissertation sur plusieurs espèces de Fucus y luego se instala en París en 1807, después de la quiebra de la fábrica de pinturas indígenas de su padre.
Fue nombrado en 1807 correspondiente de la Academia de las Ciencias francesa y, en 1808, será profesor adjunto de historia natural en la Academia de Caen. Ocupa la silla de profesor titular ordinario en 1811. Desarrollará la "Sociedad linneana de Calvados" con su amigo J.-B. Bory de Saint-Vincent (1778-1846), el doctor J.-A. Eudes-Deslongchamps (1794-1867), Dominique F. Delise (1780-1841) y Sébastien R. Lenormand (1796-1871). También se convertirá en director del Jardín Botánico de Caen.
Contribuyó con numerosos artículos en los "Annales générales des sciences physiques" (1819-1821) y en el Dictionnaire classique d'histoire naturelle (1822-1831) que implementa Bory de Saint Vincent, también de Agen.
En 1813, presenta una organización de la clasificación de algas y que el ficólogo inglés Turner (1775-1858), padrastro del botánico William J. Hooker (1785-1865), adoptó y aclamó como ingenioso y dando una comprensión global del tema. Se debe incluir a Jean Vincent Lamouroux en haber distinguido entre algas verdes, pardas y rojas.
En biología marina, se interesó igualmente en los organismos animales fijos :
- Classification des polypiers coralligènes flexibles, vulgairement nommé zoophytes. 1816, Caen
- Exposition méthodique des genres de l'ordre des polypiers. 1821, París

En 1821, publicó el Résumé d’un cours élémentaire de géographie physique, exponiendo las bases de la aerografía, de la hidrografía, de la astronomía y de la geognosia.
Lamouroux también se interesó en los fósiles : descubrió con sus alumnos fósiles de reptiles en Normandía (originando una célebre polémica entre Georges Cuvier (1769-1832) y Étienne Geoffroy Saint-Hilaire (1772-1844) en 1825-1830) e imprimió un tratado sobre este tema.
En 1822, Jules Dumont d'Urville (1790-1842) quien había realizado sus estudios en Caen y que preparaba una expedición por el mundo a bordo de La Coquille, le pide a Lamouroux su apoyo para la descripción de muestras de pílipos que el recogería de esa exploración.
Por su aura y compromiso científico, Jean Vincent Félix Lamouroux influenció a Arcisse de Caumont (1801-1873). Por lo tanto, apoyó al futuro fundador de la Sociedad Francesa de Arqueología. Siendo estudiante, amigo y sucesor en su puesto como profesor en Caen Eudes-Deslongchamps.

## Algunas publicaciones
- Dissertations sur plusieurs espèces de fucus, peu connues ou nouvelles, avec leur description en Latin et en Français OCLC 287240318 (1805)

- Histoire des Polypiers coralligènes flexibles, vulgairement nommés Zoophytes (1816)

- Exposition méthodique des genres de l'ordre des polypiers (1821)

- 'Résumé d'un cours élémentaire de Géographie physique (1821) OCLC 422305533
- La abreviatura «J.V.Lamour.» se emplea para indicar a Jean Vincent Félix Lamouroux como autoridad en la descripción y clasificación científica de los vegetales.[1]

## Abreviatura (zoología)
La abreviatura Lamouroux  se emplea para indicar a Jean Vincent Félix Lamouroux como autoridad en la descripción y taxonomía en zoología.